# Port lotniczy Taizhong
Port lotniczy Taizhong (IATA: RMQ, ICAO: RCMQ) – port lotniczy położony w Taizhong, na Tajwanie.

## Linie lotnicze i połączenia
- Dragonair (Hongkong)
- Hong Kong Express Airways (Hongkong)
- Mandarin Airlines (Changsha, Ho Chi Minh, Hangzhou, Hongkong, Hualian, Kinmen, Magong, Xiamen)
- Uni Air (Kinmen, Magong, Nangan)
- Xiamen Airlines (Xiamen)